# Stradomka (wieś)
Stradomka – wieś w Polsce położona w województwie małopolskim, w powiecie bocheńskim, w gminie Bochnia.
| SIMC    | Nazwa       | Rodzaj     |
| ------- | ----------- | ---------- |
| 0999914 | Janów       | przysiółek |
| 0999920 | Kamieniec   | przysiółek |
| 1000031 | Ostręgowiec | przysiółek |
| 0812962 | Podbrowar   | przysiółek |
| 1000083 | Równie      | przysiółek |

Pierwsza wzmianka pochodzi z 1308 roku, wówczas wieś należała do parafii chełmskiej prowadzonej przez Zakon Bożogrobców. Jej dziedzicami byli bracia Piotr, Jan i Andrzej Stradomscy, którzy posiadali tam niewielki folwark. Przed dwoma wiekami działał tu browar . 
W latach 1975–1998 miejscowość administracyjnie należała do województwa tarnowskiego.
Miejscowość znajduje się w dolinie rzeki Stradomka, na Pogórzu Wiśnickim.
25 września 2016 Bp Andrzej Jeż poświęcił Kościół Pomocniczy pw. św. Jadwigi Królowej w Stradomce, w parafii Sobolów.
17 października 2019 roku w miejscowości założono Koło Gospodyń Wiejskich, które przyjęło nazwę Stradomianki pod Borkiem. Nazwa nawiązuje do nazwy miejscowości znajdującej się pod wzgórzem Borek.